# Gyilkosság az Orient expresszen (regény)
A Gyilkosság az Orient expresszen (Murder on the Orient Express) Agatha Christie 1933-ban megjelent egyik leghíresebb regénye. A regényben leírt bűnügy háttere egy 1932-es megtörtént bűnügyre, Charles Lindbergh fiának elrablására és meggyilkolására utal. (A szerző a Lindbergh családot Armstrong néven szerepelteti).

## Szereplők
- Hercule Poirot, belga magándetektív
- Xavier Bouc, Poirot barátja, a Nemzetközi Hálókocsi Társaság igazgatója
- Lanfranco Casetti alias Samuel Edward Ratchett, Daisy Armstrong gyilkosa, akit a vonaton meggyilkolnak
- Hector Willard MacQueen, Casetti titkára
- Edward Henry Masterman, Casetti inasa
- Linda Arden alias Caroline Martha Hubbard, a vonat egyik utasa. Tehetséges színésznő, amerikai anyának álcázva
- Pierre Michel, a calais-i kocsi kalauza
- Natalja Dragomirov hercegné, a vonat egyik idős, gazdag orosz utasa, Daisy Armstrong anyjának keresztanyja
- Greta Ohlsson svéd misszionáriusnő, Daisy Armstrong nevelőnője
- John Arbuthnot ezredes, Indiában szolgáló angol katonatiszt, Armstrong ezredes jó barátja és Mary Debenham szerelme
- Mary Hermione Debenham angol nevelőnő és az Armstrong család titkárnője.
- Adrényi Rudolf gróf, diplomata, törökországi magyar nagykövet
- Helena Maria Goldenberg, Mrs. Armstrong húga, Adrényi gróf felesége
- Hildegarde Schmidt, Dragomirov hercegné komornája
- Antonio Foscarelli olasz üzletember, az Armstrong család volt sofőrje
- Cyrus B. Hardman, amerikai nyomozó
- Dr. Constantin görög orvos

## Valós helyszínek
- A regény végén a Divača vasútállomásnál lépik át az utasok az olasz határt a Simplon-Orient expresszel.
- Vinkovce - bár a könyvben Vincovci-nek írják - itt áll meg utoljára az Orient Express a gyilkosság előtt.

## Magyarul
- A behavazott expressz. Regény; ford. Bálint Lajos; Palladis, Bp., 1935 (1 pengős regények)
- Gyilkosság az Orient expresszen. Bűnügyi regény; ford. Katona Tamás; Európa, Bp., 1980 (Fekete könyvek)

## Feldolgozások
- Hercule Poirot klärt den Mord im Orient-Express auf (a Die Galerie der großßen Detektive című tévésorozat 1955-ben sugárzott epizódja), rendező: Peter A. Horn, főszereplő: Heini Göbel
- Gyilkosság az Orient expresszen (Murder on the Orient Express, 1974), rendező: Sidney Lumet, főszereplők: Albert Finney, Lauren Bacall, Sean Connery
- Gyilkosság az Orient expresszen (Murder on the Orient Express, 2001), rendező: Carl Schenkel, főszereplők: Alfred Molina, Meredith Baker, Leslie Caron
- Agatha Christie: Murder on the Orient Express (videójáték, 2006)
- Poirot: Gyilkosság az Orient expresszen (Agatha Christie's Poirot: Murder on the Orient Express, 2010), rendező: Philip Martin, főszereplők: David Suchet, Tristan Shepherd, Sam Crane
- Oriento kyuukou satsujin jiken (minisorozat, 2015), rendező: Kono Keita, főszereplők: Mansai Nomura, Nanako Matsushima, Sôsuke Ikematsu
- Gyilkosság az Orient expresszen (Murder on the Orient Express, 2017), rendező Kenneth Branagh, aki egyben Poirotot is alakítja. Főbb szereplők: Penélope Cruz, Johnny Depp, Judi Dench.
- Agatha Christie: Murder on the Orient Express (videójáték, 2023)